# 赤倉池
赤倉池（あかくらのいけ）は、富山県富山市八尾町桐谷にある湖沼。久婦須川が地滑りによって堰き止められて形成された。

## 概要
赤倉池は地滑りで出来た窪地にある湖沼群の総称で、それぞれ柳池・堀ケ池・つぶらが池などの名が付けられており、八尾町の名勝となっている。
この池のある、富山市八尾町南部の桐谷は久婦須川沿いの小盆地にある集落で、かつて存在した巨大な堰き止め湖が埋め立てられてできたと考えられており、赤倉池は当時の古赤倉池の名残と考えられる。
桐谷集落の名の由来は、山地の開拓において当時は湖が広がっていた当谷の排水に成功した際に「切谷村」と名乗ったのが変化したものとされる。
平坦面上に位置するこの地すべり地は、久婦須川右岸の赤倉山斜面が千数百年前に崩壊して発生したものであり、地すべり移動体はその後も運動を繰り返し、1836年、1950年にも久婦須川をせき止めている。桐谷集落周辺には堰止湖時代に堆積した泥層がみられ、その中には年代測定に適した木片・葉片なども含まれている。

## 生態
県内唯一のクロゲンゴロウ自生地である。